# Evie Greene
Répertoire
- Florodora
- A Country Girl
- Madame Sans-Gêne

Edith Elizabeth ("Evie") Greene (14 janvier 1875 - 11 septembre 1917) est une actrice et chanteuse britannique qui s'est illustrée dans des opérettes jouées aussi bien à Londres et sur Broadway. Elle est principalement connue pour son interprétation de Dolores, le personnage central de Florodora (l'une des premières comédies musicales a succès du XXe siècle). Elle est l'une des interprètes du tout premier album produit en matière d'opérette, réunissant le casting original de Florodora.

## Biographie

### Enfance et vie privée
Evie est née au 82 Fratton Road à Portsmouth Angleterre en 1875, de Richard Bentley Greene (officier de marine à la retraite) et d'Edith, son épouse. Selon le registre du recensement de 1891 (elle a alors 16 ans), elle exerce la profession de professeur de musique.
Elle se marie en 1896 avec Richard Temple Jr. (fils de Richard Temple, basse principale du D'Oyly Carte Opera Company). Le divorce pour abandon est prononcé en 1903.
Elle convole de nouveau en 1910 avec le Captaine Ernest Kennaway Arbuthnot, qui deviendra en 1921 le chef de police de l'Oxfordshire.
Evie est la tante de Richard Greene, célèbre pour son rôle de Robin des Bois dans la série homonyme.
Elle meurt à l'âge de 42 ans, dans la maison de ses parents à Parnholt, Southsea, Hampshire.

### Carrière
Au début de sa carrière, elle joue des pantomimes. Elle accède à la célébrité théâtrale notamment pour ses rôles en tant que Dolores, Kitty Grey et Madame Sans-Gêne. De nombreuses photographies d'Evie ont été prises au cours de sa carrière,.

#### Rôles
- 5 avril 1899 - première apparition londonienne : Prince Carlo dans L'amour Mouillé au Lyric Theatre.
- 1899 : Dolores dans Florodora au Lyric Theatre.
- 1900-1901: Kitty Grey dans Kitty Grey (version musicale de Les Fêtards de Mars et Hennequin). Premières représentations à partir du 27 août 1900 au Prince’s Theatre de Bristol, suivies par une tournée en Angleterre et en Écosse, et arrivée à Londres, à l'Apollo Theatre le 7 septembre 1901 pour 220 représentations, mettant également en vedette Mabel Love et Edna May.
- 1902 : Nan dans A Country Girl à compter du 18 janvier et pour 729 représentations au Daly's Theatre de Londres
- 5 décembre 1902 : Le plaignant dans Trial by Jury (de Gilbert et Sullivan) au côté de Hayden Coffin, Lionel Monckton et des membres du D'Oyly Carte Opera Company, avec Gilbert dans le rôle muet de l'associé. Une représentation unique dans le cadre d'une soirée caritative au Lyric Theatre[6].
- 1903-1905  : Madame Sans-Gêne dans Madame Sans-Gêne en 1903 au Lyric Theatre et en 1905 au Daly's Theatre de Broadway.
- 1906 : Molly Montrose dans The Little Cherub à partir du 13 janvier et pour 114 représentations; au Prince of Wales Theatre avec Lily Elsie, Gabrielle Ray et Zena Dare.
- 1906 : Lodoiska dans Les Merveilleuses au Daly's Theatre de Londres
- 1908 : Consuelo dans Havana au Gaiety Theatre, Londres.

Evie apparait entre 1915 et jusqu'au 22 novembre 1916 dans une reprise de Florodora, emportant de nouveau les suffrages, au London Palladium.